# Josef Lammers
Josef „Jupp“ Lammers (* 17. Juli 1922 in Bocholt; † 15. Oktober 2012 in Schwerte) war ein deutscher Fußballspieler und -trainer.

## Karriere
Der gelernte Linksaußen-Stürmer war ab 1946 viele Jahre lang in der zu jener Zeit erstklassigen Fußball-Oberliga aktiv und spielte für TSV 1860 München, den 1. FC Bocholt sowie Preußen Münster. Für 1860 München erzielte er in der Oberliga Süd 1947/48 in 20 Spielen 14 Tore und nahm als Süd-Vizemeister an der ersten Endrunde zur deutschen Fußballmeisterschaft nach dem Krieg teil. Bei Preußen Münster gehörte Jupp Lammers ab 1949 zum sogenannten „100.000-Mark-Sturm“ mit Sigi Rachuba, Adi Preißler, Rudi Schulz und Fiffi Gerritzen. In seiner ersten Spielzeit erzielte Lammers zehn Saisontore, darunter alleine vier beim 8:1-Erfolg gegen den FC Schalke 04.
In der Saison 1950/51 erreichte der Studentennationalspieler mit den Preußen in der Oberliga West mit einem Punkt Rückstand auf den FC Schalke 04 die Vizemeisterschaft und qualifizierte sich erneut für die Endrunde um die deutsche Meisterschaft. Gegen die Konkurrenten 1. FC Nürnberg, Hamburger SV und Tennis Borussia Berlin führte der Weg bis in das Endspiel am 30. Juni 1951 in Berlin gegen den 1. FC Kaiserslautern, welches die Westfalen nach einer 1:0-Führung am Ende noch mit 1:2 verloren. Im Finale traf Lammers nicht, er nahm jedoch an allen sieben Endrundenspielen teil und erzielte dabei fünf Treffer. Zwei besonders wichtige Tore gelangen ihm beim dramatischen 8:2-Sieg gegen Tennis Borussia Berlin, wodurch sich Preußen Münster erst die Finalteilnahme sicherte. Den Erfolg von 1951 konnte Jupp Lammers mit seiner Elf nie mehr wiederholen – Besseres als ein vierter Oberligaplatz (1953/54) sprang nicht mehr heraus. Er spielte noch bis 1956 für Preußen Münster, für das er in insgesamt 151 Oberligapartien 47 Treffer erzielte.
Nach seiner aktiven Laufbahn kehrte Josef Lammers in seine Heimatstadt zurück und war von 1956 bis 1958 Spielertrainer bei Olympia Bocholt. 1959 übernahm er den Posten des Sportlehrers beim Landesligisten TuS Borken, in den 1960er Jahren trainierte er den FC Remblinghausen und TuS Hattingen. Den Ruhrgebietsverein aus Hattingen führte er 1969 in die höchste deutsche Amateurklasse, die Verbandsliga Westfalen.
Ab 1960 war Lammers Sportlehrer am Gymnasium Nepomucenum in Coesfeld.